# Parmička slepá
Parmička slepá (Caecobarbus geertsii) je paprskoploutvá ryba z čeledi kaprovití (Cyprinidae).
Druh byl popsán roku 1921 belgickým zoologem Georgem Albertem Boulengerem.

## Popis a výskyt
Maximální délka ryby je 12 cm.
Jedná se o jeskyní rybu s absencí očí a bez zjevné pigmentace, z tohoto důvodu má bělavě růžovou barvu. Odhadovaná životnost je 10– 14 let.
Byla nalezena v některých jeskyních poblíž Mbanza-Ngungu v povodí řeky Kongo.